# Cell Division
Cell Division is een internationaal, aan collegiale toetsing onderworpen open access wetenschappelijk tijdschrift op het gebied van de celbiologie.
De naam wordt in literatuurverwijzingen meestal afgekort tot Cell Div.
Het is opgericht in 2006 en wordt uitgegeven door BioMed Central.